# オリーブ色

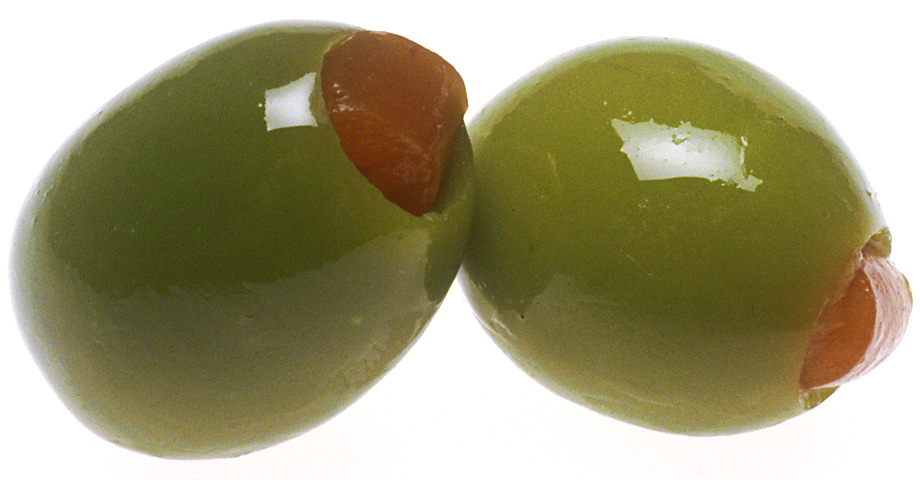
オリーブのピクルス

オリーブ色（オリーブいろ）は、未熟なオリーブの実の色に見られる、暗い緑みの黄色である。この色は少量の黒を黄色に混ぜることで見られる。このような名前になった時期ははっきりしないほど古く、中英語に出てきたことしかわかっていない。
RGBによってオリーブ色を再現するには、青を全く入れず赤と緑の比率を同じくすることである。
20世紀初頭、コーカソイドである地中海人種は、イタリア南部などにすむほかのコーカソイドよりも肌の色が濃いため、彼らの肌の色がオリーブ色だという表現がなされた。
地域によっては、オリーブ色という色はOrdinary Timeの際教会の色としてつかわれる。
オリーブ色に緑みが強ければ「オリーブグリーン」になり、また、暗い緑色が加えられると、「オリーブドラブ」になる。オリーブドラブなど暗いオリーブ色は、保護色として野外の自然環境に溶け込みやすいので軍用によく使われてきた。単色でも保護色としての効果を得られるが、迷彩柄にも用いられる。
オリーブ色とオリーブドラブはしばしばカーキと言い表されるが、誤りである。詳細はカーキ色の記事にて。

## 近似色
- オリーブドラブ
- 国防色
- 麹塵
- 海松色
- 鶯色